# KazakhTelecom
Die KazakhTelecom (kasachisch Қазақтелеком, russisch Казахтелеком) ist mit einem Marktanteil von rund 35 Prozent das größte kasachische Telekommunikationsunternehmen mit Sitz in Astana. Das an der kasachischen Börse im KASE Index gelistete Unternehmen befindet sich mehrheitlich im Besitz des kasachischen Staatsunternehmens Samruk-Kazyna.

## Geschichte

Logo zum 15. Unternehmensjubiläum 2009

Nach dem Zerfall der Sowjetunion wurde von der kasachischen Regierung im Jahr 1991 eine Agenda zur Entwicklung der Telekommunikation in Kasachstan erlassen, um diesen Sektor im Land zu stärken. Am 17. Juni 1994 wurde schließlich die KazakhTelecom gründet.
1997 erfolgte der Gang an die Kasachische Börse.
In den Städten Astana, Almaty, Qaraghandy, Pawlodar, Taras und Taldykorgan richtete man 2007 ein Next Generation Network ein. Ein Jahr darauf folgten weitere Großstädte. Als Teil des staatlichen Programms für die Entwicklung ländlicher Räume verbesserte die KazakhTelecom zwischen 2004 und 2010 ihr Telefonnetz.
Ende 2011 einigten sich die KazakhTelecom und der schwedische Telekomanbieter TeliaSonera über den Verkauf der Anteile am kasachischen Mobilfunkanbieter Kcell. Im Februar 2012 übernahm TeliaSonera 49 Prozent der Anteile von KazakhTelecom an Kcell für den Kaufpreis von 1,52 Milliarden US-Dollar.

## Unternehmensübersicht

### Aktuelle Unternehmensstruktur
Die KazakhTelecom besitzt folgende Tochterunternehmen (Stand April 2014):
- ALTEL JSC (100 %)
- Vostoktelecom LLC (100 %)
- DIGITAL TV LLC (100 %)
- КТ Cloud Lab LLC (100 %)
- MaxCom LLC (100 %)
- RadioTell LLC (100 %)
- Nursat JSC (77,08 %)
- Signum LLC (100 %)
- Online.kg LLC (100 %)

### Aktionärsstruktur
| Anteil  | Anteilseigner                                  |
| ------- | ---------------------------------------------- |
| 51,00 % | Samruk-Kazyna JSC                              |
| 16,87 % | BODAM B.V.                                     |
| 9,61 %  | Deran Services B.V.                            |
| 9,86 %  | Bank of New York Mellon                        |
| 12,66 % | Andere Anteilseigner (jeweils weniger als 5 %) |

Stand: April 2014